# Funvic Soul Cycles-Carrefour/Saison 2016
Diese Liste beschreibt die Mannschaft und die Erfolge des Radsportteams Funvic Soul Cycles-Carrefour in der Saison 2016.

## Saison 2016

### Erfolge in der UCI America Tour
Bei den Rennen der UCI America Tour im Jahr 2016 gelangen dem Team nachstehende Erfolge.
| Datum        | Rennen                                                            | Kat. | Fahrer         |
| ------------ | ----------------------------------------------------------------- | ---- | -------------- |
| 6. April     | 1. Etappe Volta Ciclística Internacional do Rio Grande do Sul     | 2.2  | Murilo Affonso |
| 6.–10. April | Gesamtwertung Volta Ciclística Internacional do Rio Grande do Sul | 2.2  | Murilo Affonso |

### Erfolge in den Nationalen Straßen-Radsportmeisterschaften
Bei den Rennen der jeweiligen Nationalen Straßen-Radsportmeisterschaften 2016 konnte das Team nachstehende Titel erringen.
| Datum    | Rennen                                       | Sieger        |
| -------- | -------------------------------------------- | ------------- |
| 26. Juni | Brasilianische Meisterschaft – Straßenrennen | Flavio Santos |

### Zugänge – Abgänge
| Zugänge         | Team 2015                     | Abgänge         | Team 2016                    |
| --------------- | ----------------------------- | --------------- | ---------------------------- |
| Nathan Mahler   | Neoprofi                      | Lucas Pereira   |                              |
| Rodrigo Quirino | Neoprofi                      | Antonio Prestes |                              |
| Antonio Piedra  | Caja Rural-Seguros RGA (2014) | Alan Santos     |                              |
| Pablo Urtasun   | Team Ukyo                     | Daniel Díaz     | Delko Marseille Provence KTM |
|                 |                               | Douglas Santos  |                              |
|                 |                               | José Braga      |                              |

### Mannschaft
| Teamkader 2016                              | Teamkader 2016    | Teamkader 2016 | Teamkader 2016                                   |
| Name                                        | Geburtsdatum      | Land           | Vorheriges Team                                  |
| ------------------------------------------- | ----------------- | -------------- | ------------------------------------------------ |
| Murilo Affonso                              | 19. Juni 1991     | Brasilien      | Ironage-Colner (2014)                            |
| André Almeida                               | 16. Dezember 1992 | Brasilien      |                                                  |
| Otávio Bulgarelli                           | 15. Oktober 1984  | Brasilien      | Farnese Vini-Neri Sottoli (2011)                 |
| Flavio Santos                               | 12. Oktober 1980  | Brasilien      |                                                  |
| Francisco Chamorro                          | 7. August 1981    | Argentinien    | Real Cycling Team (2012)                         |
| Alex Diniz                                  | 20. Oktober 1985  | Brasilien      | Real Cycling Team (2012)                         |
| João Marcelo Gaspar                         | 19. Februar 1992  | Brasilien      |                                                  |
| Nathan Mahler                               | 17. Januar 1996   | Brasilien      |                                                  |
| Carlos Manarelli                            | 13. Februar 1989  | Brasilien      | Zalf Euromobil (2012)                            |
| Magno Nazaret                               | 17. Januar 1986   | Brasilien      | Scott-Marcondes Cesar-São José dos Campos (2010) |
| Pedro Nicácio                               | 13. Oktober 1981  | Brasilien      | São José dos Campos (2010)                       |
| Antonio Piedra                              | 10. Oktober 1985  | Spanien        | Caja Rural-Seguros RGA (2014)                    |
| Roberto Silva                               | 9. Januar 1983    | Brasilien      |                                                  |
| Rodrigo Quirino (1. Jan.–30. Jun.)          | 12. April 1996    | Brasilien      |                                                  |
| Kleber Ramos                                | 24. August 1985   | Brasilien      | Clube DataRo (2013)                              |
| Pablo Urtasun                               | 29. März 1980     | Spanien        | Team Ukyo (2015)                                 |
| Luís Mendonça (1. Aug.–31. Dez., Stagiaire) | 16. Januar 1986   | Portugal       |                                                  |
| Ramiro Rincón (1. Aug.–31. Dez., Stagiaire) | 17. März 1987     | Kolumbien      | EPM-UNE (2013)                                   |
| Gabriel Silva (1. Aug.–31. Dez., Stagiaire) | 6. Mai 1997       | Brasilien      |                                                  |
|                                             |                   |                |                                                  |
| Quellen: ProCyclingStats Cycling Archives   |                   |                |                                                  |